# 2007 في سنغافورة
فيما يلي قوائم الأحداث التي وقعت خلال عام 2007 في سنغافورة.

## سياسة

### انتهاء فترة المنصب
- 30 نوفمبر – لي هسين لونغ وزير المالية [الإنجليزية]‏،وزير المالية [الإنجليزية]‏.

## رياضة
- 1 يناير – دوري سنغافورة للمحترفين 2007 الفائز نادي واريورز.

## وفيات

### نوفمبر
- 23 نوفمبر – روبن كي (مواليد 1984) موسيقي سنغافوري.